# Демо (гетера)
Демо (др.-греч. Δημώ) — древнегреческая гетера IV—III веков до н. э.
По происхождению Демо была афинянкой. Возможно, при рождении она имела другое имя, а прозвище «Демо» («народная», «публичная», «открытая», «доступная»), впоследствии стало её псевдонимом. Она получила известность в качестве гетеры. Плутарх даже привёл её имя при перечислении «всесветно знаменитых потаскух», вместе с Хрисидой, Ламией и Антикирой, с которыми Деметрий Полиоркет распутничал в Акрополе.
Демо была любовницей македонского царя Антигона II Гоната, которому родила сына Алкионея. Время знакомства Демо с Антигоном II Гонатом неизвестно, однако их любовная связь должна была начаться до занятия им трона в 277 году до н. э., так как их сын Алкионей к 272 году до н. э. был достаточно взрослым, чтобы участвовать в военной кампании против Пирра. Афиней со ссылкой на Гераклида Лемба писал, что Демо была любовницей отца Антигона Гоната Деметрия Полиоркета. Согласно данному источнику, отец Деметрия Полиоркета Антигон I Одноглазый, который и сам «до безумия» влюбился в Демо, казнил Оксифемида в том числе и за то, что тот колесовал её служанок. Автор монографии об Антигоне Одноглазом Р. Биллоуз подчёркивал, что в античном тексте явная ошибка, так как Оксифемид пережил Антигона Одноглазого. Если такой эпизод и не является вымышленным, то речь могла идти о его внуке Антигоне II Гонате.
У Плутарха описана история об оскорблении со стороны Демо, которая согласно этому автору была любовницей Деметрия Полиоркета, в адрес другой фаворитки царя Ламии. Когда Деметрий указал на изысканные блюда, которые подали к столу, и сказал: «Видишь, сколько всего посылает мне моя Ламия?» — Демо ответила: «А ты поспи еще с моей матерью — она пошлет тебе и того больше». В данном случае Демо подчёркивала возраст Ламии, которая была старше Деметрия. По мнению В. Хеккеля, в данном случае Плутарх спутал Демо с другой любовницей Деметрия Полиоркета, предположительно, Манией.